# Cordia cymosa
Cordia cymosa är en strävbladig växtart som först beskrevs av Donn. Smith, och fick sitt nu gällande namn av Standley. Cordia cymosa ingår i släktet Cordia, och familjen strävbladiga växter. Inga underarter finns listade i Catalogue of Life.